# Glosar de mecanică
Acest glosar conține termeni din mecanica clasică, mecanica fluidelor, acustică, teoria oscilațiilor, teoria relativității, metrologie, precum și alte fenomene fizice fundamentale.
Pentru termeni din termodinamică, electromagnetism, optică sau fizica particulelor elementare, accesați celelalte glosare din categoria Categorie:Glosare de fizică.

## A
- absorbant acustic - absorbant pentru unde acustice (sinonim: fonoabsorbant) și care, după modul de construcție, poate fi:

- absorbant poros: vată de sticlă, vată minerală, vată de bumbac, mase plastice spongioase;
- absorbant rezonant: membrane, panouri flexibile subțiri, plăci perforate;
- absorbant structural: corp sferic, conic, prismatic etc. suspendat.

- absorbție:

- micșorare a energiei cinetice sau a numărului particulelor unui fascicul la trecerea printr-o substanță;
- fenomen ce însoțește de obicei propagarea undelor sonore într-un mediu disipativ, constând în micșorarea intensității undei cu distanța parcursă. După parcurgerea spațiului x, intensitatea undei devine {\displaystyle I=I_{0}e^{-\alpha x}} (legea de absorbție a undelor), unde {\displaystyle I_{0}} este intensitatea undei înainte de a pătrunde în mediul disipativ, iar {\displaystyle \alpha } este coeficientul de absorbție.
- accelerație - mărime vectorială reprezentată prin limita către carre tinde raportul dintre variația {\displaystyle \Delta {\vec {v}}} a vectorului viteză și intervalul de timp corespunzător {\displaystyle \Delta {\mathit {t}}}, când acest interval tinde către zero: {\displaystyle \;{\vec {a}}=\lim _{\Delta t\to 0}{\frac {\Delta {\vec {v}}}{\Delta {\mathit {t}}}}={\frac {d{\vec {v}}}{d{\mathit {t}}}}={\frac {d^{2}{\vec {r}}}{d{\mathit {t}}^{2}}}.}
- accelerație acustică - variația vitezei unei particule din mediul în care se propagă sunetul în unitatea de timp.
- accelerație areolară - mărime de reprezintă viteza de variație a vitezei areolare: {\displaystyle \;{\dot {\Omega }}=\lim _{\Delta {\mathit {t}}}{\frac {\Delta \Omega }{\Delta {\mathit {t}}}}={\frac {d\Omega }{d{\mathit {t}}}}.}
- accelerație Coriolis - vezi forță Coriolis.
- accelerație gravitațională - accelerație de mișcare a corpurilor într-un câmp gravitațional, în vid: {\displaystyle \;{\vec {g}}={\frac {\vec {F}}{m}}}, unde {\displaystyle {\vec {F}}} este forța de atracție, iar {\displaystyle m} masa corpului respectiv.
- accelerație liniară - mărime vectorială care reprezintă variația vectorului viteză liniară în unitatea de timp.
- accelerație medie - (pe un interval de timp {\displaystyle \Delta {\mathit {t}}}) raportul {\displaystyle {\vec {a}}_{m}={\frac {\Delta {\vec {v}}}{\Delta {\mathit {t}}}}}, unde {\displaystyle \Delta {\vec {v}}} este variația vitezei pe acel interval de timp.
- accelerație redusă - accelerația liniară {\displaystyle {\vec {a}}} a unei particule (punct material) raportată la pătratul vitezei sale unghiulare {\displaystyle {\vec {\omega }}}, ambele exprimate față de același sistem de referință: {\displaystyle \;{\vec {a}}_{r}={\frac {\vec {a}}{{\vec {\omega }}^{2}}}}
- accelerație tangențială - vector tangent la traiectorie în fiecare punct al acesteia, al cărui modul exprimă viteza de variație în timp a modului vitezei: {\displaystyle a_{t}={\dot {v}}={\frac {dv}{dt}}={\frac {d^{2}s}{dt^{2}}}={\ddot {s}},\;} unde {\displaystyle v} este viteza {\displaystyle s} spațiul parcurs, iar  {\displaystyle t} intervalul de timp.
- accelerație unghiulară - mărime caracteristică mișcării pe o curbă, reprezentând viteza de variație a vitezei unghiulare {\displaystyle \omega }: {\displaystyle \;{\vec {\gamma }}={\frac {d{\vec {\omega }}}{d{\mathit {t}}}}={\frac {d^{2}{\vec {\alpha }}}{d{\mathit {t}}^{2}}}}, unde {\displaystyle {\vec {\alpha }}} este unghiul orientat descris de raza vectoare.
- aciclic - (despre fenomene, transformări, procese) care este lipsit de periodicitate; care nu variază în timp; vezi și aperiodic.
- acord - egalitate a frecvențelor de oscilație a unor mărimi fizice de aceeași natură ce caracterizează sisteme diferite (sinonim: sintonie).
- acțiune - mărime fizică ce caracterizează mișcarea unui sistem de puncte materiale exprimată integrala definită a funcției Lagrange în raport cu timpul: {\displaystyle {\mathcal {S}}=\int _{t_{1}}^{t_{2}}L(\mathbf {q} _{i},{\dot {\mathbf {q_{i}} }},t)dt,} unde {\displaystyle L=T-U} este funcția Lagrange (T fiind energia cinetică, iar U cea potențială a sistemului), {\displaystyle \mathbf {q} _{i}} - coordonatele generalizate, {\displaystyle {\dot {\mathbf {q} _{i}}}} - vitezele generalizate iar {\displaystyle t} - timpul (vezi și principiul minimei acțiuni).
- adâncimi conjugate - (în mecanica fluidelor) adâncimile secțiunilor unui curent lichid cu suprafață liberă, între care se formează saltul hidraulic.
- adeziune - forță de atracție moleculară care se exercită între două corpuri în contact, care acționează la distanțe relativ mici.
- aditiv - care este exprimat printr-o mărime fizică ale cărei valori se însumează algebric.
- aeraulică - știință care se ocupă cu studiul scurgerii gazelor în conducte.
- aerodinamică - ramură a mecanicii fluidelor care se ocupă cu studiul mișcării aerului și, în general, a gazelor, precum și cu mișcarea corpurilor (solide) într-un mediu gazos (mai ales în aer).
- aeroelasticitate - ramură a mecanicii fluidelor care studiază comportarea corpurilor solide elastice sub acțiunea forțelor aerodinamice.
- aeromecanică - ramură a mecanicii care se ocupă cu studiul mișcării și al echilibrului gazelor; sinonim: mecanica gazelor.
- aerometrie - ramură a fizicii care se ocupă cu studiul proprietăților fizice ale aerului și ale gazelor și cu măsurarea efectelor mecanice ale acestora.
- aerometru - instrument pentru măsurarea sau determinarea densității aerului.
- aeromotor - motor acționat de vânt (eolian); sinonim: anemotrop.
- aerostatică - ramură a mecanicii fluidelor care se ocupă cu studiul echilibrului gazelor (în special al aerului), precum și cu construirea și dirijarea aerostatelor.
- aglutinare - lipire a particulelor de material prin adeziune.
- ajutaj - dispozitiv sau un element de construcție care controlează și direcționează fluxul unui fluid (lichid sau gaz) printr-o variație de secțiune, adesea folosit pentru a accelera sau decelera viteza fluidului în timp ce îi modifică presiunea.

- ajutaj convergent - ajutaj la care secțiunea canalului scade în sensul curgerii. Este folosit la operarea la viteze subsonice și sonice ale gazelor.
- ajutaj convergent-divergent - ajutaj la care secțiunea canalului în sensul curgerii inițial scade, iar apoi crește. Este folosit la operarea la viteze supersonice ale gazelor.

- alunecare:

- deplasare lină a unui obiect (și cădere) de la locul unde era așezat, fixat, susținut.
- mișcare, deplasare tangențială, continuă a unui corp pe o suprafață netedă și lucioasă, fără a se rostogoli; glisare.
- alunecare liniară unitară - mărime adimensională care indică deplasarea unui corp sub acțiunea unei forțe care se exercită într-un plan tangențial la suprafața de contact, raportată la unitatea de lungime.
- alungire - creștere relativă a lungimii unui corp datorită unei acțiuni externe (forță de întindere, încălzire), exprimată în procente față de lungimea inițială.

- alungire relativă - vezi alungire specifică.
- alungire specifică - raportul dintre alungirea unui corp supus întinderii sau comprimării și lungimea inițială (sinonime: alungire relativă, lungire specifică).
- alungirea specifică la rupere - raportul dintre diferența lungimii la rupere și lungimea inițială.

- ambiofonie - metodă de modificare a acusticii unei săli prin mijloace electroacustice pentru crearea ambianței sonore adecvate unui anumit gen de program.
- amortizare - scădere progresivă, în timp, a amplitudinii unei oscilații periodice, prin transformarea energiei oscilațiilor în altă formă de energie, cel mai frecvent în căldură.
- amplitudine:

- valoarea absolută maximă, elongație maximă a unei mărimi variabile sinusoidal;
- distanța dintre pozițiile extreme ale unui corp care oscilează; mărimea unei oscilații sau variații.
- analiză cinematică – procesul de măsurare a entităților cinematice utilizate în descrierea mișcării.
- analizor

- instrument pentru determinări analitice;
- aparat cu un sistem de recepționare și de analiză a unor informații.
- analogia cu membrana - metodă de a simula tensiunile mecanice care apar într-o secțiune la torsiune.
- anecoid - (despre încăperi, spații etc.) lipsit de ecou.
- anemotrop - vezi aeromotor.
- aneroid (barometru ~) - barometru având ca element sensibil o capsulă de tablă subțire, ondulată, în interiorul căreia se află aer sub presiune, cu care se măsoară variațiile presiunii atmosferice.
- anizotropie - proprietate a unei substanțe structură internă ordonată de a prezenta caracteristici mecanice variate în funcție de direcția de măsurare și de observare; sinonim: eolotropie.
- antidrom(ic) - care se propagă în direcție opusă căii obișnuite.
- antifazat - (despre două mărimi armonice de aceeași frecvență) cu o diferență de fază care corespunde unei jumătăți de perioadă.
- antiformant - zonă de minimă energie, situată între doi formanți apropiați.
- antigravitație -  concept teoretic (mai degrabă ipotetic și științifico-fantastic deoarece nu există dovezi experimentale pentru existența acestuia) care presupune existența unei forțe sau a unui mecanism capabil să contracareze efectele gravitației; poate fi confundată cu levitația.
- antirezonanță - stare de vibrație opusă rezonanței.
- aperiodic - care nu variază periodic (în timp); care este lipsit de periodicitate, aciclic; care atinge fără oscilații o poziție de echilibru.
- areometrie - parte a fizicii care se ocupă cu studiul măsurării densității lichidelor (cu areometrul).
- areometru - instrument care servește la determinarea densității unui lichid sau a concentrației unei soluții prin cufundarea în lichidul respectiv.
- areopicnometru - instrument compus dintr-un areometru și un picnometru, folosit pentru determinarea densității lichidelor.
- arie de absorbție echivalentă -  (a unei suprafețe sau obiect) aria suprafeței cu factorul de absorbție unitar, care absoarbe aceeași putere sonoră, într-un câmp sonor difuz când efectele de difracție sunt neglijabile.
- armonic:

- (despre mărimi fizice periodice) a cărei variație este descrisă de o funcție care satisface ecuația lui Laplace; sinusoidal;
- vibrație sinusoidală care însoțește vibrația fundamentală de același tip și a cărei frecvență este un multiplu întreg al frecvenței vibrației fundamentale.
- ascensiune - mișcare de jos în sus a unui mobil; ridicare a unui fluid, a unui lichid într-un tub capilar, într-o tijă etc.
- astatic - care este în echilibru în toate pozițiile; vezi și echilibru indiferent.
- astatizare - procedeu de mărire a sensibilității unor sisteme deformabile față de acțiunile deformante, prin micșorarea stabilității acestor sisteme.
- atmoliză - separare a unui amestec de gaze la trecerea prin pereții unui vas poros.
- atmosferă fizică (uneori atmosferă standard, dar este altă noțiune decât modelul de atmosferă) - unitate de măsură pentru presiune, egală cu 101325 Pa. (definiția veche, actual perimată, era „forța exercitată pe centimetru pătrat de o coloană de mercur înaltă de760 mm, la 0 °C”) (simbol: atm).
- atmosferă normală presiune folosită la definirea stării normale a gazelor, în trecut egală cu 101325 Pa, dar din 1982 egală cu 1 bar = 100000 Pa.
- atmosferă standard - model matematic al atmosferei terestre.
- atmosferă tehnică - unitate de măsură a presiunii, egală cu un kilogramforță pe centimetru pătrat, adică cu 98066,5 Pa (simbol: at).
- atomizare - (despre lichide) transformare în picături fine, pulverizare.
- atracție - forță care tinde să apropie corpurile între care se exercită; vezi și gravitație.
- atracție capilară - vezi capilaritate.
- audibil - (despre vibrații sonore) care poate fi auzit, având frevența situată între 16 Hz și 16 kHz.
- audiofrecvență - frecvență a unei unde sonore care este percepută de auz.
- autocinetic - care este capabil să se miște fără a primi impuls din exterior.
- axă⁠(d) (de rotație) - dreaptă imaginară sau reală, care trece prin centrul unui corp și în jurul căreia acel corp se rotește sau se poate roti.

- axă principală de rotație - axa în jurul căreia un obiect se rotește cu cel mai mare moment de inerție.

## B
- B - simbol pentru bel; vezi decibel.
- balansare - imprimare, efectuare a unei mișcări oscilatorii în jurul unei axe (orizontale).
- balanță - instrument de forma unei pârghii de gradul I, utilizat pentru cântărirea corpurilor, măsurarea forțelor sau cuplurilor de forțe, prin comparație cu forțe sau cupluri cunoscute (sinonim: cântar).
- balanță cu basculă - balanță în care echilibrarea greutății corpurilor se realizează cu greutăți-etalon mult mai mici.
- balanță hidrostatică - balanță cu brațe egale, întrebuințată pentru determinarea densității solidelor și a lichidelor.
- balanță romană - cântar cu o singură greutate etalonată, care se mișcă pe brațul lung al pârghiei inegale de al cărei punct fix este atârnat un talger pentru obiectele de cântărit.
- balistică - ramură a fizicii aplicate care studiază mișcarea corpurilor grele (proiectile, rachete etc.) în câmpuri gravitaționale.
- balograf - instrument pentru măsurarea vitezei proiectilelor.
- bang sonic - zgomot puternic produs în momentul când un corp în mișcare depășește viteza sunetului.
- bar - unitate de măsură tolerată a presiunii: {\displaystyle 1bar=10^{5}N/m^{2}.}
- bară vibrantă - corp care are lungimea mult mai mare decât celelalte dimensiuni, dar spre deosebire de coardă, prezintă o anumită rigiditate la încovoiere, fiind fixat numai la un capăt (sinonim: vergea vibrantă; vezi și coardă vibrantă, membrană vibrantă).
- baricentru - vezi centru de masă.
- barie - unitate de măsură tolerată pentru presiune: {\displaystyle 1\;barie=0,1N/m^{2}.}
- barillet - într-un ceas mecanic, cilindru în care este înfășurat un resort care stochează energia necesară pentru funcționarea ceasului.
- barimetru - instrument pentru determinarea intensității zgomotelor.
- barometrie - parte a fizicii care se ocupă cu studiul tehnicilor și al aparatelor de măsurare a presiunii atmosferice.
- barometru - instrument pentru măsurarea presiunii atmosferice, vezi și aneroid.
- baroscop - instrument formă de balanță, utilizat pentru demonstrarea existenței presiunii atmosferice și a legii lui Arhimede în gaze.
- barostat - aparat pentru menținerea unei presiuni constante.
- bătăi - fenomen care apare în cazul suprapunerii a două unde de pulsații apropiate și la care interferența este cvasistaționară.
- bel - unitate de măsură a nivelului de transmisiune și de intensitate (sau de presiune) acustică, reprezentând raportul logaritmic dintre intensitatea undei sonore măsurate și intensitatea la pragul de audibilitate (vezi și decibel).
- biofizică - știință care studiază procesele biologice cu ajutorul metodelor experimentale și teoretice ale fizicii.
- bisonic - (despre viteze) de (peste) două ori mai mare decât viteza sunetului.
- brahistocronă - curbă între două puncte ale unui câmp de forțe, pentru care un punct material o parcurge în timpul minim.
- braț al forței - distanța de la un pol O la direcția unei forțe, cu ajutorul căreia se calculează momentul forței.
- bulă:

- bășică de aer sau de gaz aflată în masa unui lichid sau a unui solid;
- obiect sferic de metal sau de sticlă, gol în interior.

## C
- cal putere - unitate de măsură tolerată pentru putere egală cu 75 de kilograme forță-metri pe secundă: {\displaystyle 1\;CP=735,499W.}
- cameră surdă - încăpere cu absorbție acustică foarte ridicată, folosită pentru măsurători acustice speciale.
- cantitate de mișcare - vezi impuls.
- capacitate:

- mărime a spațiului interior (a volumului util) al unui recipient, exprimată în litri sau metri cubi;
- însușirea, posibilitatea unei amenajări, a unui corp, a unui sistem etc. de a acumula o cantitate de materii sau de energie.
- capilaritate (sau atracție capilară):

- proprietate pe care o au lichidele de a se ridica sau de a coborî, fără intervenții din afară, în tuburi foarte subțiri;
- ansamblu de fenomene care se produc în tuburile capilare sau la suprafața unui lichid.
- capsulă manometrică - recipient închis, prevăzut cu un capac deformabil sub acțiunea variațiilor presiunii atmosferice, care constituie partea sensibilă a diferitelor tipuri de manometre.
- carusel aerodinamic - turn metalic pe un suport rotativ, pe care se poate monta un obiect profilat în vederea măsurării forțelor aerodinamice.
- casant - despre un material: care se rupe la solicitări fără o deformare plastică semnificativă.
- catacustică - parte a acusticii care are ca obiect studiul ecourilor.
- catetometru - instrument utilizat pentru măsurarea diferențelor de înălțime a două puncte.
- cavitație - fenomen de producere, într-un curent de lichid, a unui vid parțial, unde se formează bule de vapori sau de gaze care, aglomerându-se, determină vibrații și coroziune mecanică, prezentând pericol de distrugere pentru pereții conductei prin care circulă lichidul, pentru paletele turbinelor etc.
- cădere:

- deplasare de sus în jos sub acțiunea gravitației;
- diferență dintre valorile pe care le are o mărime fizică în două puncte sau în două locuri diferite (exemplu: cădere de potențial).
- călăreț - piesă mică de fir de platină, care se așază pe brațele unei balanțe analitice pentru a obține echilibrul acesteia.
- câmp - formă a materiei care există peste tot în spațiu și în timp, în opoziție cu particula, care există numai într-un punct la un moment dat.

- câmp de viteze - câmp vectorial care descrie matematic mișcările dintr-un mediu continuu.

- cântar - vezi balanță

- cântar cu arc - cântar pentru măsurarea greutății, care întinde un arc conform legii lui Hooke.

- ceas(ornic) - aparat care servește la indicarea orei și la măsurarea timpului în limitele unei zile.
- celeritate - viteză de propagare a undei, a perturbației printr-un fluid aflat în repaus.
- centimetru-gram-secundă - sistem de unități de măsură, folosit în special înainte de adoptarea Sistemului Internațional, care are ca unități fundamentale centimetrul (nu metrul), gramul (nu kilogramul) și secunda (nu ora).
- centrifug(al) - care tinde să (se) depărteze de centru; vezi și: centrifugare, centrifugă, forță centrifugă, mișcare centrifugă, pompă centrifugă.
- centrifugare - metodă de separare care presupune aplicarea unei forțe centrifuge cu scopul de a separa particulele dintr-o soluție pe baza unor proprietăți precum mărimea, forma, densitatea și viscozitatea.
- centrifugă - aparat utilizat pentru separarea dintr-un amestec a substanțelor cu densitate diferită, cu ajutorul forței centrifuge.
- centroid - curbă, loc geometric al centrului instantaneu de rotație în raport cu sistemul de referință mobil sau fix.
- centru - punct de aplicație al rezultantei unui sistem de forțe.

- centru de greutate (de gravitație) - punct prin care trece constant rezultanta forțelor de gravitație care acționează asupra fiecăreia dintre moleculele unui corp.
- centru de masă (al unui corp) - punctul corespunzător valorii medii a distribuției masei acelui corp; altă denumire: baricentru.
- centru de oscilație - punct central al mișcării unui pendul.
- centru de rotație - punct în jurul căruia alt punct sau un corp pot efectua o mișcare de rotație.

- ciclu:

- serie a modificărilor prin care trece un corp până ajunge în starea lui inițială;
- succesiune de fenomene, stări, operații, manifestări etc. realizate într-un anumit interval de timp și care epuizează, în ansamblu, evoluția unui proces repetabil;
- valori specifice pe care le ia o mărime periodică în cursul unei perioade date;
- unitate de măsură pentru frecvența vibrațiilor, reprezentând frecvența unei vibrații cu perioada de o secundă, un ciclu reprezentând un Hertz.
- cinematică - ramură a mecanicii care se ocupă cu studiul mișcării corpurilor materiale, al mărimilor ce caracterizează această mișcare și al legilor ei generale, independent de cauzele care o determină sau o influențează.
- cinemograf - instrument care determină și înregistrează viteza.
- cinemogramă - înregistrare ritmică, la intervale scurte, pe peliculă fotografică, a diverselor faze ale unei mişcări.
- cinetic - care aparține mișcării, care se referă la mișcare; vezi și: energie cinetică, moment cinetic.
- cinetică - ramură a mecanicii care se ocupă cu studiul fenomenelor fizice bazate pe mișcarea materiei.
- ciocnire -  interacțiunea de scurtă durată dintre două sau mai multe corpuri sau particule, în urma căreia se modifică vitezele și direcțiile de mișcare ale acestora.

- ciocnire elastică - caz ideal al ciocnirii la care deformațiile corpurilor dispar după ciocnire, iar energia cinetică relativă se restituie integral.
- ciocnire neelastică - ciocnire în urma căreia corpurile dobândesc o deformație permanentă, energia cinetică relativă nerestituindu-se integral.

- circulație - mișcare, curgere a unui fluid în interiorul unei conducte.
- circumducție - mișcare de rotație în jurul unei axe sau al unui punct central.
- circumvoluție (sau circumvoluțiune) - răsucire circulară sau în spirală în jurul unui punct sau al unui ax central; rotire, învârtire.
- coardă vibrantă - corp solid filiform, perfect elastic, care poate vibra longitudinal sau transversal (vezi și bară vibrantă, membrană vibrantă).
- coeficient - număr adimensional care caracterizează importante proprietăți fizice ale corpurilor și câmpurilor; exemple: coeficientul lui Hall, coeficientul aerodinamic, coeficientul de amortizare etc.

- coeficient de amortizare - vezi factor de amortizare.
- coeficient economic - relație, exprimată în procente, între cantitatea de muncă produsă de un mecanism și cantitatea de energie pe care acesta o consumă.

- coloană - masă cilindrică a unui fluid, închisă într-un tub sau țâșnind cu putere dintr-o conductă ori dintr-un rezervor.
- concentrare de tensiuni - fenomen prin care tensiunile interne dintr-un material solid cresc semnificativ în anumite zone (puncte de concentrare a tensiunii) din cauza unor neregularități geometrice, defecte sau modificări ale distribuției sarcinilor, ceea ce poate conduce la deformări excesive sau chiar la cedarea materialului.[necesită citare]
- con de lumină - o suprafață în spațiu-timp care cuprinde direcțiile posibile ale razelor de lumină care trec printr-un eveniment dat.
- condiții la limită - în mecanica fluidelor sunt constrângeri matematice pe frontiera domeniului în care este calculată o curgere.
- consolă - v. grindă în consolă.
- constanta atracției universale - vezi legea atracției universale.
- constantă de torsiune - proprietate geometrică a secțiunii transversale a unei bare, care caracterizează rezistența la torsiune (răsucire).
- constanta gravitațională - vezi legea atracției universale.
- cornet acustic - dispozitiv cu ajutorul căruia se recepționează sunete și se facilitează perceperea acestora.
- coordonate - numere care specifică poziția unui punct în spațiu și timp.

- coordonate generalizate - set de parametri folosiți pentru a descrie configurația unui sistem mecanic și care nu sunt neapărat coordonate carteziene; pot fi orice set de variabile care definesc complet starea sistemului în funcție de constrângerile și gradele de libertate ale acestuia.

- corp -  porțiune materială sau substanțială a Universului care are proprietăți fizice și poate fi caracterizată de mărime, formă, masă și alte proprietăți observabile sau măsurabile; aceasta poate include obiecte solide, lichide sau gazoase, precum și alte entități fizice, cum ar fi particulele elementare.
- curba tensiune–alungire - grafic care prezintă variația dimensiunii unui material supus la o solicitare.
- curgere - mișcarea unui fluid în spațiu și timp; poate avea diverse caracteristici și comportamente, influențate de factori precum viteză, presiune, viscozitate și geometria spațiului prin care se deplasează fluidul.

- curgere incompresibilă - tip de curgere în care densitatea fluidului rămâne constantă în timp și spațiu.
- curgere potențială - tip de curgere idealizată, în care fluidul este considerat incompresibil și neviscos și care poate fi descrisă printr-un potențial scalar {\displaystyle \varphi }, denumit potențialul vitezei, astfel încât viteza fluidului poate fi obținută ca gradientul acestui potențial: {\displaystyle {\vec {v}}=\nabla \varphi .}

- cvadrivector - obiect matematic din teoria relativității restrânse, care reprezintă o generalizare a conceptului de vector în spațiul cu patru dimensiuni al spațiului-timp.

## D
- debit - mărime fizică ce reprezintă cantitatea, masă (debit masic) sau volum (debit volumic), de fluid care străbate o secțiune transversală a unei conducte în unitatea de timp; debitul volumic este: {\displaystyle Q_{v}=S\cdot v,} unde {\displaystyle S} este secțiunea transversală, iar {\displaystyle v} viteza fluidului.
- debitmetru - instrument pentru măsurarea debitului unui fluid care curge printr-o conductă.

- debitmetru Coriolis - debitmetru a cărui funcționare se bazează pe forța Coriolis.

- decelerație - reducere a vitezei unui mobil, raportată la unitatea de timp; accelerație negativă.
- decibel - nivelul presiunii acustice al cărui raport față de pragul convențional de {\displaystyle 2\cdot 10^{-5}N/m^{2}}, luat ca nivel zero, are logaritmul zecimal înmulțit cu 20 egal cu unitatea.
- decrement logaritmic - logaritmul natural a raportului a două amplitudini succesive ale unei oscilații amortizate: {\displaystyle \theta =\ln {\frac {A_{n}}{A_{n+1}}}={\frac {T}{\tau }}} , unde {\displaystyle T} este perioada oscilației, iar {\displaystyle \tau } timpul de relaxare.
- densitate - mărime fizică definită prin raportul dintre masa și volumul unui corp ( sinonim: masă specifică).

- densitate relativă - raportul dintre densitatea unei substanțe și densitatea apei.

- densitatea forței - raportul dintre mărimilor fizice forță și volum.
- dependența masei de viteză - concept specific teoriei relativității conform căreia, la viteze apropiate de viteza luminii, masa {\displaystyle m} a unui corp crește odată cu viteza de deplasare: {\displaystyle m={\frac {m_{0}}{\sqrt {1-v^{2}/c^{2}}}}}, unde {\displaystyle m_{0}} este masa de repaus, {\displaystyle m} masa de mișcare, {\displaystyle v} viteza corpului, iar {\displaystyle c} viteza luminii.
- diafragmă:

- membrană elastică (la microfon, telefon, gramofon etc.) care, prin vibrațiile ei, reproduce sunetele;
- dispozitiv alcătuit dintr-o membrană cu un orificiu, care, introdus într-o conductă, măsoară debitul și viteza fluidului.
- diagrama fier–carbon - diagrama fazelor oțelului și fontei.
- dimensiune spațială - oricare dintre cele trei dimensiuni ale spațiu-timpului care se referă la spațiu, adică oricare în afară de dimensiunea timpului.
- dinamica fluidelor - parte a mecanicii fluidelor care se ocupă cu studiul mișcărilor fluidelor.
- discordanță de fază, oscilații în ~ - vezi opoziție, oscilații în ~.

## E
- echilibru - stare în care se află un corp când rezultanta forțelor ce acționează asupra sa este nulă și când momentul rezultant față de un punct arbitrar este nul; există trei tipuri de echilibru: 
  - stabil: poziție a unui corp, a unui sistem de puncte materiale care se restabilește de la sine după ce a fost perturbată;
  - instabil (sau labil): poziție a unui corp, a unui sistem de puncte materiale care se stabilizează într-o formă modificată față de cea inițială;
  - indiferent: modificându-i ușor poziția de echilibru mecanic și lăsându-l liber, corpul rămâne în echilibru; sinonim: astatic.
- echilibru dinamic - echilibru al unui sistem în care două procese opuse se desfășoară cu aceeași viteză, menținând astfel nemodificată starea în care se află sistemul.
- echilibru mecanic - starea unui punct material în cazul în care rezultanta forțelor care acționează asupra sa este nulă.
- ecou - undă reflectată de un obstacol și receptată de un observator.
- etalonare:

- gradarea scării unui instrument de măsură; verificarea acestei gradări;
- marcarea, fixarea valorii reale a unei mărimi de măsurat; compararea acesteia cu o măsură-model (un etalon).
- ecuația undei - ecuație cu derivate parțiale care descrie evoluția în timp a unei unde, având forma {\displaystyle \nabla ^{2}\psi -{\frac {1}{v^{2}}}{\frac {\partial ^{2}\psi }{\partial t^{2}}}=0,} unde {\displaystyle \psi } este funcția de undă (în funcție de poziție și timp), {\displaystyle \nabla ^{2}} reprezintă operatorul Laplace (care măsoară variația spațială a funcției), iar {\displaystyle v} viteza undei.
- ecuație a spațiului - undă sonoră care, reflectată pe o suprafață, ajunge într-un punct unde poate fi percepută distinct față de unda directă (la un interval de timp {\displaystyle \Delta t\geq 0,1s}).
- ecuație a spațiului - vezi ecuație de mișcare.
- ecuație a vitezei - viteza unui mobil în funcție de momentul în care se determină: {\displaystyle v=\int ad{\mathit {t}}}, care, în cazul mișcării rectilinii uniform variate devine: {\displaystyle v=v_{0}+at}, unde {\displaystyle v_{0}} este viteza inițială, {\displaystyle a} accelerația, iar {\displaystyle t} timpul.
- ecuație de continuitate - relație care stabilește legătura dintre secțiunea {\displaystyle S} a unei conducte și viteza {\displaystyle v} de curgere prin aceasta a unui fluid; astfel, în pentru două puncte diferite: {\displaystyle S_{1}v_{1}=S_{2}v_{2}=const.}
- ecuație de mișcare - relația dintre spațiul {\displaystyle s} străbătut de un mobil sau între coordonatele acestuia și timpul {\displaystyle t}; în cazul mișcării rectilinii uniform variate: {\displaystyle s=s_{0}+v_{0}t+{\frac {at^{2}}{2}}}, unde {\displaystyle s_{0}} este coordonata poziției inițiale, iar {\displaystyle v_{0}} viteza inițială.
- ecuațiile lui Euler - ecuații diferențiale ordinare cvasiliniare vectoriale de ordinul întâi care descriu rotația unui solid rigid, folosind un sistem de referință în rotație⁠(d).
- ecuațiile Newton–Euler - formă matematică care combină legile lui Newton cu legile lui Euler.
- elasticitate -  proprietate a unor corpuri (solide, lichide, gazoase) de a se deforma, modificându-și volumul sau forma sub acțiunea solicitărilor exterioare și de a reveni la starea inițială după încetarea acestora; vezi și: limită de elasticitate, teoria elasticității.
- element de suprafață - suprafață infinitezimală externă sau internă a unui corp.
- element de fluid - volum infinitezimal de fluid, identificabil de-a lungul istoriei sale dinamice în timp ce se deplasează cu odată cu fluidul care curge.
- elongație - valoare, într-un moment dat, a deplasării unui corp față de poziția sa de echilibru.
- energie:

- capacitatea unui sistem fizic de a efectua lucru mecanic în trecerea dintr-o stare în altă stare dată;
- măsura generală a diferitelor forme de mișcare a materiei.
- energie cinetică - energie dezvoltată de un corp în mișcare, egală cu jumătatea produsului dintre masa corpului și pătratul vitezei acestuia.
- energie cinetică de rotație - energie cinetică a unui corp, egală cu jumătatea produsului  dintre momentul său de inerție și pătratul vitezei sale unghiulare.
- energie elastică - energia potențială stocată în configurația unui material sau a unui sistem fizic supus unei deformări elastice de către lucrul mecanic efectuat asupra sa.
- energie potențială - energia unui sistem fizic, dependentă numai de poziția sau configurația diferitelor părți ale sistemului.
- energie mecanică - suma dintre energia potențială și energia cinetică.
- energie sonoră - energia mecanică a mediilor în care se propagă sunete, față de o stare de referință în care în acele medii nu există sunete.

- eolotropie - vezi anizotropie.
- eveniment - un punct în spațiu-timp, specificat de timpul și locul său.

## F
- factor de amortizare - mărimea {\displaystyle \delta } din ecuația de mișcare a unei oscilații amortizate: {\displaystyle {\ddot {x}}+2\delta {\dot {x}}+\omega _{0}^{2}x=0}, unde {\displaystyle x} este elongația iar {\displaystyle \omega _{0}} pulsația inițială; mișcarea va fi aperiodică, aperiodică critică sau amortizată după cum {\displaystyle \delta >\omega _{0},\;\;\delta =omega_{0}} sau {\displaystyle \delta <\omega _{0}} (sinonim: coeficient de amortizare).
- factor de calitate - (în cadrul unei oscilații forțate) raportul {\displaystyle Q={\frac {\omega _{0}}{2\delta }}}, unde {\displaystyle \omega _{0}} este pulsația sistemului oscilant, iar {\displaystyle \delta } factorul de amortizare, ecuația oscilației fiind {\displaystyle {\ddot {x}}+2\delta {\dot {x}}+\omega _{0}^{2}x=f\sin \omega _{1}t}, unde {\displaystyle x} este elongația, {\displaystyle \omega _{1}} pulsația forței exteriaore de amplitudine {\displaystyle f}.
- factor de cuplaj - (în cazul unui cuplaj elastic) raportul {\displaystyle \mu ={\sqrt {\frac {k_{12}}{k_{1}k_{2}}}}}, unde {\displaystyle k_{1},k_{2},k_{12}} apar în ecuațiile de mișcare ale celor două corpuri aflate în cuplaj elastic: {\displaystyle m_{1}{\ddot {x_{1}}}+k_{1}x_{1}-k_{12}x_{2}=0,\;\;m_{2}{\ddot {x_{2}}}+k_{2}x_{2}-k_{12}x_{1}=0.}
- fază:

- argumentul, dependent de timpul {\displaystyle t}, al unei mărimi cu variație sinusoidală; este dat de {\displaystyle \phi =\omega t+\phi _{0}}, unde {\displaystyle \omega } este pulsația, {\displaystyle \phi _{0}} faza inițială (sinonim: unghi de fază); arată dacă unda este la maxim, la minim sau la un punct intermediar;
- una din părțile componente ale unui sistem eterogen, care este separată de celelalte sisteme printr-o suprafață continuă sau o reuniune a unei mulțimi de suprafețe; poate fi separată din sistem prin mijloace fizice.
- fenomen fizic - transformare de stare și formă a corpurilor, fără schimbarea compoziției substanțelor din care provin.
- fenomene similare - fenomene care au proprietatea că se desfășoară în același mod dacă între diferitele mărimi dinamice omoloage, cu aceleași dimensiuni, există un factor de proporționalitate constant.
- filtru - dispozitiv, aparat sau instalație care separă, cu ajutorul unui material filtrant, un fluid de particulele solide aflate în suspensie în masa acestuia.
- film - strat subțire, dintr-un corp solid sau fluid, care poate avea uneori dimensiuni moleculare și se găsește la o suprafață de separație a unui corp cu alt mediu.
- fizică - știință care se ocupă cu studiul structurii și al proprietăților materiei, cu formele mișcării ei și cu legile generale ale fenomenelor naturii anorganice.
- fluid - mediu continuu care se poate deforma continuu și curge sub influența unor tensiuni tangențiale.

- fluid ideal - model simplificat de fluid, considerat fără viscozitate, având o curgere laminară și o conducție termică neglijabilă între straturile de fluid.
- fluid perfect - fluid definit pe baza teoriei cinetico-moleculare.

- fonoabsorbant - vezi absorbant acustic.
- formant - zonă de maximă relevanță a unui spectru acustic; zonă de armonice amplificate prin rezonanța cavităților supraglotice, definitorii pentru formarea timbrului vocal.
- formulările lagrangiană și euleriană ale câmpului de curgere - cele două metode matematice de abordare ale simulării numerice ale curgerilor.
- forță -  acțiune care, exercitată de un sistem fizic asupra altuia, îi schimbă starea de repaus sau de mișcare sau îl deformează.

- forță aerodinamică - forța exercitată de un gaz asupra unui corp aflat în mișcare în acel fluid și care se opune acelei deplasări; sinonim: rezistență aerodinamică.
- forță aparentă - forță care în mod observabil nu este aplicată din exterior asupra unui corp, dar este evidențiată observabil prin efecte fizice identice celor generate de o forță în virtutea legilor mecanicii.
- forță centrală - forță ce se exercită asupra unui punct material , al cărei suport trece în permanență printr-un punct fix și depinde numai de distanța până la acel punct, numit centru de forță.
- forță centrifugă - forță aparentă egală și opusă forței centripete, care pare să acționeze asupra tuturor corpurilor atunci când este considerată într-un sistem de referință în rotație⁠.
- forță centripetă - forță într-un sistem de referință inerțial care determină un corp să se miște pe o traiectorie circulară.
- forță de compresiune - forță care determină deformarea prin compresiune a obiectului asupra căruia acționează.
- forță de contact - forță care apare în punctul de contact dintre două obiecte.
- forță de întindere - forță axială care determină deformarea prin întindere a obiectului asupra căruia acționează.
- forță de revenire - forță care readuce un sistem de corpuri în poziția de echilibru mecanic.
- forță de suprafață - forță care acționează pe o suprafață externă sau internă a unui element de suprafață a unui corp.
- forță de tracțiune - forță exercitată de un vehicul motor (locomotivă, navă, tractor etc.) asupra unui utilaj sau a unui vehicul pe care îl tractează.
- forță de volum - forță care acționează în tot volumul unui corp.
- forță Euler - forță aparentă care pare să acționeze asupra tuturor corpurilor atunci când este considerată într-un sistem de referință în rotație neuniformă⁠.
- forță fictivă - v. forță aparentă
- forță motoare - forță folosită pentru punerea în mișcare a corpurilor.
- forță rezultantă - vezi rezultantă.
- forță vie - v. vis viva.

- frecvență - mărime care arată de câte ori se produce un fenomen periodic (cum ar fi o oscilație armonică) într-o unitate de timp.

- frecvență fundamentală - prima armonică a unui semnal complex; fundamentala.

- funcție Hamilton - funcție definită prin relația {\displaystyle H(q_{k},p_{k},t)=\sum p_{k}{\dot {q}}_{k}-L(q_{k},{\dot {q}}_{k},t)}, în care {\displaystyle q_{k},p_{k}} sunt coordonatele, respectiv impulsurile generalizate ale particulelor unui sistem material, iar {\displaystyle L} este funcția lui Lagrange.

## G
- gal - unitate de măsură tolerată a accelerației, egală cu un centimetru pe secundă la pătrat.
- gama - unitate de măsură a masei egală cu un microgram.
- generator de ultrasunete - dispozitiv pentru producerea de ultrasunete, care poate fi mecanic, termic sau electroacustic; cele mai perfecționate astfel de generatoare sunt cele de tip piezoelectric și cel magnetorestrictiv.
- geodezică - drumul cel mai scurt (sau cel mai lung) dintre două puncte.
- geofizică - știință care se ocupă cu studiul fenomenelor fizice de la suprafața și din inetriorul Pământului și al proprietăților fizice ale elementelor sale constitutive.
- giroscop - corp care se rotește în jurul unei axe și astfel își menține o direcție fixă în spațiu; servește la instrumente de navigație ca girocompasul.
- goniometru - aparat folosit în laborator pentru măsurarea unghiurilor (diedre, de deviație etc.).
- grad de libertate - parametrii independenți necesari pentru determinarea univocă a configurației unui sistem fizic; pentru un sistem de {\displaystyle N} puncte materiale care interacționează între ele, alături de coordonatele carteziene ale punctelor, și alte mărimi pot fi grade de libertate.

- grad de libertate mecanic - numărul parametrilor independenți care definesc configurația unui sistem mecanic, de obicei un lanț cinematic.

- grad de omogenitate - fiecare din coeficienții {\displaystyle \alpha ,\beta ,\gamma ,\delta } care apar în formula unității de măsură a unei mărimi fizice: {\displaystyle [A]=L^{\alpha }\cdot M^{\beta }\cdot T^{\gamma }X^{\delta }}, unde {\displaystyle L} este unitatea pentru lungime, {\displaystyle M} pentru masă, {\displaystyle T} pentru timp, iar {\displaystyle X} unitatea caracteristică sistemului de unități considerat.
- gradient - ({\displaystyle grad,\;\nabla }) mărime vectorială reprezentând variația pe unitatea de lungime, într-o anumită direcție, a unei mărimi scalare, egală în modul cu derivata parțială corespunzătoare.
- gram - unitate de măsură a masei în sistemul CGS: {\displaystyle 1g=10^{-3}kg.}
- gravitație - proprietate a corpurilor de a se atrage reciproc, proporțional cu masele lor (vezi și câmp gravitațional, legea atracției universale).
- greutate - forța cu care sunt atrase spre Pământ (sau spre altă planetă) corpurile aflate în câmpul gravitațional al acestuia: {\displaystyle {\vec {G}}=m{\vec {g}},} unde {\displaystyle {\vec {g}}} este accelerația gravitațională.
- greutate specifică - greutatea unei unități de volum din acea substanță (sinonim: greutate volumică).
- greutate volumică - vezi greutate specifică.
- grindă - element structural de tip bară, solicitat în special la încovoiere.

- grindă în consolă - grindă fixată doar la un capăt, celălalt fiind liber.

- grup de unde - rezultatul suprapunerii unor unde armonice de frecvențe și amplitudini apropiate (sinonim: tren de unde).

## H
- hamiltoniană - vezi funcție Hamilton.
- hectar - unitate de măsură pentru suprafețe: {\displaystyle 1ha=10^{4}m^{2}.}
- hertz - unitate de măsură a frecvenței și care corespunde unei perioadă de o secundă.
- hidrodinamică -  ramură a hidromecanicii care studiază legile de mișcare ale lichidelor.
- hidrosonicitate - vezi sonicitate.
- hidrostatică - ramură a hidromecanicii care studiază legile echilibrului fluidelor și ale corpurilor scufundate în acestea.
- hipersunet - ultrasunet de frecvență foarte înaltă  (103 –  104 MHz) .

## I
- impedanță acustică - mărime egală cu raportul dintre presiunea sonoră a unui sistem acustic și fluxul acustic corespunzător.
- impuls - mărime vectorială dată de: {\displaystyle {\vec {p}}=m\cdot {\vec {v}}}, unde {\displaystyle m} este masa punctului material, iar {\displaystyle {\vec {v}}} viteza acestuia (sinonim: cantitate de mișcare).
- inducție - producere sau influențare a unui fenomen fizic de către un alt fenomen altfel decât printr-o acțiune mecanică nemijlocită.
- instrument de măsură  - sistem de corpuri utilizat la măsurarea sau controlul mărimilor de stare fizico-chimică sau a mărimilor de stare globale ale unui sistem fizic.
- interferometru - aparat pentru măsurarea vitezei de propagare a undelor sonore și ultrasonore, precum și a absorbției acestora într-un anumit mediu.
- izocron - (despre fenomene) care se repetă la intervale de timp egale.
- izocronă - linie care unește punctele egal depărtate în timp de un punct dat.
- izofonă - curbă care unește punctele cu aceeași viteză de propagare a sunetului în apa de mare.
- izogamă - curbă care unește punctele de egală valoare ale accelerației gravitației.
- izomorfe:

- (despre substanțe) care prezintă identitate de structură;
- (despre cristale) asemănătoare ca formă.
- izotrop - (despre corpuri) care are aceleași proprietăți fizice identice în toate direcțiile.

## Î
- înălțime a unui sunet - calitate a sunetelor de a fi mai ridicate ("acute") sau mai grave, după cum frecvența acestora este mai înaltă sau mai joasă.
- încovoiere - tip de deformație elastică a unei bare supuse unei forțe transversale {\displaystyle {\vec {F}}}.
- întindere - tip de deformație elastică a unei bare în urma căreia local materialul suferă o alungire.

## J
- jet - curent de fluid de dimensiuni transversale relativ reduse, ce iese printr-un orificiu într-un spațiu în care se află alt (sau același) fluid, în repaus.
- joule - unitate de măsură în SI pentru lucru mecanic; reprezintă lucrul mecanic efectuat de forța de un newton, al cărei punct de aplicație se deplasează cu un metru pe direcția și în sensul forței.

## K
- kilogram - unitate de măsură pentru masă, fiind masa kilogramului internațional - prototipul de platină iridată, păstrat la Biroul Internațional de Măsuri și Greutăți.
- kilogram-forță - unitate de măsură tolerată a forței, egală cu greutatea kilogramului etalon la nivelul mării și la latitudinea de 45o: 1 kgf = 9,80665 N.
- kilogram-forță-metru - unitate de măsură tolerată a lucrului mecanic, fiind egală cu lucrul mecanic efectuiat de forța de un kilogram-forță al cărei punct de aplicație se deplasează cu un metru pe direcția și în sensul forței (sinonim: kilogrammetru).
- kilogrammetru - vezi kilogram-forță-metru.

## L
- legătură mecanică - condiție geometrică ce restrânge posibilitățile de mișcare ale unui sistem material sau ale unui sistem de puncte materiale; după cum condițiile geometrice variază sau nu în timp, legăturile se numesc reonome sau respectiv, scleronome, iar după absența sau existența componentelor vitezelor și ale accelerațiilor în relațiile matematice corespunzătoare, se deosebesc legături olonome și, respectiv, neolonome.
- legea lui Arhimede - un corp cufundat într-un fluid este împins în sus cu o forță verticală egală cu greutatea volumului de fluid dezlocuit.
- legea atracției universale - (sinonim: legea gravitației) două corpuri de mase {\displaystyle m_{1}} și {\displaystyle m_{2}} se atrag cu o forță {\displaystyle {\vec {F}}} direct proporțională cu produsul maselor și invers proporțională cu pătratul distanței dintre acestea: {\displaystyle {\vec {F}}=K\cdot {\frac {m_{1}m_{2}}{r^{2}}}\cdot {\frac {\vec {r}}{r}},} unde {\displaystyle K} este constanta gravitațională sau constanta atracției universale.
- legea gravitației - vezi legea atracției universale.
- lege de conservare - proprietate fundamentală a sistemelor fizice care afirmă că anumite mărimi sau cantități rămân constante în timp într-un sistem izolat sau într-un proces fizic specific, cea mai cunoscută fiind legea conservării energiei.
- legile mișcării ale lui Euler - extensie a legilor mișcării ale lui Newton pentru solidul rigid.
- legile mișcării ale lui Newton - legile mișcării unui punct material.
- limită de elasticitate - solicitarea maximă la care poate fi supus un corp fără a rămâne cu deformații permanente.
- lungime de undă - distanța dintre două minime adiacente sau două maxime adiacente ale unei unde, în care oscilația are aceeași fază.
- lungire specifică - vezi alungire specifică.

## M
- manometru - aparat de măsurat presiunea și diferențele de presiune ale fluidelor închise în recipiente.
- masă - mărime caracteristică unui corp, măsură a inerției și capacității acestuia de a crea un câmp gravitațional; în concepția lui Newton reprezintă cantitatea de materie conținută într-un corp.

- masă de repaus - masa unei corp într-un sistem de referință față de care acesta se află în repaus (vezi și dependența masei de viteză).
- masă de mișcare - vezi  dependența masei de viteză.
- masă gravitațională - masă a corpurilor ce intervine în legea atracției universale; este echivalentă cu masa inertă.
- masă inertă - masă a unui corp ce intervine legea a doua a dinamicii și care caracterizează proprietățile inerțiale ale corpurilor; este echivalentă cu masa gravitațională.
- masă redusă - masa inerțială efectivă care apare în problema celor două corpuri de mase {\displaystyle m_{1},m_{2}} și dată de: {\displaystyle \mu ={\frac {m_{1}m_{2}}{m_{1}+m_{2}}}.}
- masă specifică - vezi densitate.
- masă volumică - vezi densitate.

- mașină - sistem tehnic alcătuit din piese cu mișcări desmodrome, care transmite forțe, momente sau energii pentru a realiza anumite scopuri.
- mărime (fizică) - proprietate a unei stări sau a unui proces ale unui sistem fizic, care este observabilă și măsurabilă, deci exact cuantificabilă.

- mărime acustică - mărime caracteristică unui fenomen acustic sau unui corp în vibrație; exemple: energie acustică, putere acustică, intensitate acustică etc.
- mărime adimensională - număr ce rezultă din raportul a două mărimi fizice cu aceleași dimensiuni (vezi criteriile de similitudine); are aceeași valoare în fenomene asemenea sau similare.

- mecanică - parte a fizicii care se ocupă cu mișcarea obiectelor.

- mecanica fluidelor - ramură a mecanicii care se ocupă cu studiul echilibrului mecanic și a mișcărilor fluidelor.
- mecanica gazelor - vezi aeromecanică.
- mecanica solidului - ramură a mecanicii care se ocupă cu studiul solidelor deformabile, având aplicații în rezistența materialelor.
- mecanica structurilor - ramură a mecanicii care se ocupă cu calculul deformațiilor, deplasărilor și solicitărilor datorită tensiunilor interne din structuri.
- mecanică teoretică - parte formalizată a mecanicii clasice, disciplină de studiu în ingineria mecanică.

- mecanism - sistem tehnic din mai multe piese, care transmite mișcări și forțe.

- mecanism desfășurabil - mecanism care poate fi desfășurat într-un plan.

- membrană:

- corp subțire flexibil, care, prin vibrație, poate produce sau transmite sunete, fiind folosit la telefon, la microfon și la alte aparate acustice sau de percuție;
- corp subțire folosit pentru a separa două medii; diafragmă.
- menisc - curba formată la suprafața unui lichid într-un recipient, acolo unde lichidul intră în contact cu pereții acestuia și a cărei formă depinde de forțele de interacțiune dintre moleculele lichidului și moleculele materialului recipientului, precum și de tensiunea superficială a lichidului.
- microfluidică - domeniu de cercetare care studiază comportamentul fluidelor care sunt constrânse geometric la o scară mică, la care forțele de suprafață domină forțele volumice.
- mișcare - noțiune care descrie schimbarea poziției unui obiect în timp.

- mișcare centrifugă - mișcare a unui corp care se depărtează de centrul lui de rotație (vezi și forță centrifugă).
- mișcare periodică - mișcare a unei particule care, după un anumit interval de timp, revine la aceeași stare de mișcare.

- modul de elasticitate - proprietate fizică a unui material care caracterizează rezistența sa la deformări elastice.

- modul de elasticitate cubică - modulul de elasticitate la comprimare volumică (presiune).
- modul de elasticitate longitudinal - v. modulul lui Young.
- modul de elasticitate transversal - modulul de elasticitate la tensiunile de forfecare (transversale).

- modul de rezistență - proprietate geometrică a unei secțiuni care reflectă rezistența sa la solicitările create de un moment (de încovoiere sau de torsiune).

- modul de rezistență la încovoiere - v. modul de rezistență.
- modul de rezistență polar - modul de rezistență la solicitările de torsiune (răsucire).

- modulul lui Young - modulul de elasticitate la tensiunile de întindere/compresiune.
- moment cinetic - produs vectorial dintre vectorul de poziție al unui punct aflat în mișcare și vectorul impuls; vezi și energie cinetică de rotație.
- moment de inerție - mărime fizică tensorială care exprimă măsura prin care un corp se opune modificării stării sale de repaus relativ sau de mișcare de rotație uniformă la acțiunea unui moment al forței.

- moment de inerție axial - moment de inerție planar al unei secțiuni față de o axă arbitrară.
- moment de inerție centrifugal - moment de inerție planar față de centrul de masă al secțiunii.
- moment de inerție planar - proprietate geometrică a unei secțiuni care reflectă modul în care punctele sale sunt distribuite în raport cu o axă arbitrară sau față de centrul de masă, noțiune care intervine în calculul tensiunilor dintr-o bară supusă încovoierii.
- moment de inerție polar - proprietate geometrică a unei secțiuni care intervine în calculul tensiunilor dintr-o bară supusă torsiunii.
- moment încovoietor - moment care apare într-un element structural în urma încovoierii.

- moment static - mărime fizică care exprimă măsura în care o secțiune a unui corp rezistă la tensiuni tangențiale, noțiune folosită și la calculul centrului de masă al secțiunii.
- motor - mașină de forță care transformă o anumită formă de energie în energie mecanică, convertibilă în lucru mecanic (pentru acționarea altei mașini, a unui vehicul etc.).

- motor eolian - motor care transformă energia vântului în energie mecanică.
- motor hidraulic - motor care transformă energia hidraulică (a unei mase de apă în mișcare sau a unui fluid sub presiune) în energie mecanică.
- motor termic - motor care transformă energia internă în energie mecanică.

## N
- nedeterminare statică - caz în care echilibrul static al unei structuri nu are o soluție unică.
- neolonom - vezi legătură mecanică.
- newton - unitate de măsură în SI pentru forță, egală cu forța care, acționând asupra unui corp cu masa de un kilogram, îi imprimă acestuia o accelerație de un metru pe secundă la pătrat.
- nivel de intensitate acustică - (notat {\displaystyle L_{I}}) de 10 ori logaritmul zecimal al raportului dintre intensitatea {\displaystyle I} a sunetului respectiv și intensitatea acustică de referință {\displaystyle I_{0}=10^{-12}W/m^{2}}:  {\displaystyle \;L_{I}=10\lg {\frac {I}{I_{0}}}.}
- nivel de presiune acustică - (notat {\displaystyle L}) de 20 de ori logaritmul zecimal al raportului dintre presiunea acustică eficace {\displaystyle p} a sunetului respectiv și presiunea acustică de referință {\displaystyle p_{0}=2\cdot 10^{-5}N/m^{2}}, {\displaystyle \;L=20\lg {\frac {p}{p_{0}}}.}
- nivel de tărie - mărime acustică psiho-fizică, reprezentată prin de 20 de ori logaritmul zecimal al raportului dintre presiunea eficace a unei unde sonore de 1000 Hz, apreciată de un ascultător otologic normal ca având o intensitate egală cu aceea a sunetului considerat, când nivelul de presiune acustică este de un decibel: {\displaystyle A=20\lg {\frac {p}{p_{0}}}.}
- nivel de transmisiune - mărime fizică exprimată prin logaritmul natural dintre amplitudinea finală {\displaystyle A_{1}} și cea inițială {\displaystyle A_{0}} (sau de referință) a unui semnal acustic: {\displaystyle n=\ln {\frac {A_{1}}{A_{0}}}.}
- număr Mach - raportul dintre viteza unui corp și viteza fluidului în care se deplasează: {\displaystyle M={\frac {v}{c}}.}
- număr Reynolds - raport adimensional, caracteristic unei conducte, a cărui valoare marchează trecerea de la curgerea laminară a unui fluid viscos, la curgerea turbionară: {\displaystyle Re={\frac {2v\rho l}{\eta }},} unde {\displaystyle v} este viteza de curgere a fluidului, {\displaystyle \rho } densitatea acestuia și {\displaystyle l} raza conductei.

## O
- olonom - vezi legătură mecanică.
- omogenitate - calitate a unui sistem fizic de a prezenta în oricare domeniu din interiorul său, la scară macroscopică sau microscopică, o aceeași valoare a unei mărimi fizice.
- opoziție, oscilații în ~ - oscilații armonice de aceeași pulsație, de ecuații {\displaystyle x_{1}=a_{1}\sin(\omega t+\varphi _{1}),\;x_{2}=a_{2}\sin(\omega t+\varphi _{2})} și pentru care {\displaystyle \Delta \varphi =(2n+1){\frac {\pi }{2}}} (sinonim: oscilații în discordanță de fază).
- oscilație mecanică - variație în timp a mărimilor caracteristice unui sistem mecanic, însoțită de o transformare a energiei din cinetică în potențială și invers, în mod periodic sau cvasiperiodic, reversibil sau parțial reversibil.
- oscilație amortizată - oscilație în care energia sistemului nu se conservă și amplitudinea mărimilor caracteristice scade în timp.
- oscilație armonică -  oscilație a unei mărimi care variază periodic după anumite legi.
- oscilație de rezonanță - oscilație forțată la care pulsația forței perturbatoare este egală cu cea proprie a sistemului oscilant, motiv pentru care amplitudinea mișcării devine foarte mare.
- oscilație de torsiune - oscilația specifică unui pendul de torsiune.
- oscilație forțată - oscilație caracteristică sistemelor supuse unor perturbații periodice exterioare; în timp, pulsația mișcării devine tot mai apropiată de cea a forței perturbatoare.

## P
- parametru Coriolis - mărime fizică definită prin: {\displaystyle \lambda =2\omega \cdot \sin \varphi }, unde ω este viteza unghiulară de rotație a Pământului, iar φ este latitudinea.
- peliculă - strat subțire, dintr-o anumită substanță, depus pe suprafața altei substanțe.

- peliculă de săpun - peliculă de apă înconjurată de aer, stabilizată cu un surfactant.

- pendul

- corp solid care poate oscila în jurul unui punct fix sau al unei axe fixe când este scos din poziția de echilibru stabil;
- dispozitiv sau piesă a unui mecanism a căror oscilație reglează mișcările unei mașini sau ale unui instrument.
- pendul cicloidal - punct material constrâns se se miște, fără frecare, pe un arc de cicloidă situat în plan vertical.
- pendul conic - punct material constrâns se se miște, fără frecare, pe un cerc situat în plan orizontal.
- pendul de torsiune - corp susținut de un fir elastic, capabil să oscileze în jurul unei poziții de echilibru prin torsionarea firului.
- pendul fizic - pendul considerat ca fiind compus dintr-o infinitate de pendule simple de lungimi diferite; altă denumire: pendul real.
- pendul Foucault - pendul matematic al cărui punct de suspensie participă la mișcarea de rotație diurnă a Pământului.
- pendul ideal - vezi pendul matematic.
- pendul matematic - aparat alcătuit dintr-un corp de dimensiuni foarte mici (considerat ca un punct material greu) atârnat la unul dintre capetele unui fir extensibil și subțire, astfel încât, sub acțiunea propriei sale greutăți, oscilează în jurul celuilalt capăt fix al firului; altă denumire: pendul ideal.
- pendul real - vezi pendul fizic.
- pendul sincron - pendul matematic ce are aceeași perioadă cu un pendul fizic dat.

- pendulă - ceasornic de perete, a cărui mișcare este reglată de un pendul.
- perioadă - interval de timp după care se repetă un fenomen, reproducându-se consecutiv valorile unei mărimi caracteristice acelui fenomen.
- plan înclinat - dispozitiv simplu de forma unei rampe înclinate, alcătuit dintr-un corp cu o suprafață plană (sau din două bare paralele) care formează un unghi cu planul orizontal și care este folosit pentru a ridica corpuri prin rostogolire sau prin împingere, folosindu-se forțe mai mici decât greutatea corpurilor respective.
- plan neutru - suprafață dintr-o bară supusă încovoierii în care tensiunile sunt nule.
- polaritate - proprietate a unui sistem fizic de a avea, în două puncte ale sale, caracteristici de aceeași natură, dar opuse una celeilalte.
- polarizare - proces prin care un corp sau un sistem fizic dobândește proprietatea de polaritate; stare a unui corp care a suferit un astfel de proces.
- pompă centrifugă - aparat (pompă) bazat pe efectul forței centrifuge, care este folosit la pomparea lichidelor.
- potențialul vitezei - potențial scalar din dinamica fluidelor.
- presă hidraulică -  dispozitiv mecanic folosit pentru a exercita presiune asupra unui obiect folosind un lichid și care se bazează pe legea lui Pascal.
- principiul lui Hamilton - vezi principiul minimei acțiuni.
- principiul minimei acțiuni - sub acțiunea unor forțe exterioare și a unor legături, mișcarea unui sistem de puncte materiale se produce astfel încât acțiunea totală între două momente {\displaystyle t_{1}} și {\displaystyle t_{2}} este staționară (minimă), expresia matematică fiind: {\displaystyle \;\partial S=\partial \int _{t_{1}}^{t_{2}}L(q_{i},{\dot {q_{i}}},t)dt=0,} unde {\displaystyle L} este funcția Lagrange, {\displaystyle \mathbf {q} _{i}} - coordonatele generalizate, {\displaystyle {\dot {\mathbf {q} _{i}}}} - vitezele generalizate iar {\displaystyle t} - timpul. (sinonim: principiul lui Hamilton).
- problema celor două corpuri - studiul mișcării relative a două corpuri, considerate puncte materiale având o anumită masă și asupra cărora acționează doar forțele graviaționale reciproce.
- proces mecanic - schimbare sau transformare care are loc într-un sistem fizic și care implică mișcări și interacțiuni între obiecte, guvernate de legile lui Newton și concepte precum forță, impuls și energie.
- punct de aplicație - punct de pe un corp, asupra căruia se exercită o forță.
- punct de reazem - loc de contact dintre două corpuri solide unde se exercită forțe de acțiune și reacțiune.
- punct material - model fizic simplificat pentru mișcările de translație ale unui  corp, în care masa corpului este considerată concentrată în centrul său de masă.

## Q
- quintal - unitate tolerată de măsură a masei, multiplu zecimal al kilogramului: {\displaystyle 1\,q=100\,kg.}

## R
- randament - raportul dintre valoarea unei mărimi (energie, putere etc.) cedată de un sistem mecanic sub formă utilă, și valoarea aceleiași mărimi absorbită de acest sistem.

- randament mecanic - raportul dintre valorile puterii mecanice la ieșirea și la intrarea unei mașini.

- rază de girație - v. rază de inerție.
- rază de inerție - distanța față de o axă sau un punct la care trebuie să se afle un punct, în care se consideră că ar fi concentrată masa unui corp, pentru ca momentul de inerție al acestuia să fie egal cu momentul de inerție al corpului considerat, în raport cu o aceeași axă sau cu un același punct.
- rază vectoare - segment de dreaptă care pornește într-un sistem de coordonate polare către un punct (sinonim: vector de poziție).
- răsucire - v. torsiune.
- reactor - aparat propulsor cu o cameră de la care propulsia se realizează prin interacțiunea mecanică dintre gazele rezultate din acțiunea arderii unui combustibil în această cameră și pereții recipientului prin care se evacuează aceste gaze.
- reacțiune - forță (sau moment) exercitate de un sistem de corpuri asupra altui sistem de corpuri, în momentul în care ultimul exercită asupra primului o forță (sau un moment) care se consideră drept acțiune.
- redresor - dispozitiv care readuce în direcția inițială un curent de fluid deviat de un obstacol oarecare.
- relativitatea generală - vezi teoria relativității generalizate.
- relativitatea restrânsă - vezi teoria relativității restrânse.
- reonom - vezi legătură mecanică.
- repaus - stare a unui corp în raport cu un alt corp sau cu un sistem de referință, în care distanțele dintre punctele corpului considerat și punctele corpului sau ale sistemului de referință nu variază cu timpul.
- rezistență aerodinamică - vezi: forță aerodinamică.
- reverberație - persistența, datorita reflexiei pe pereți, a unui sunet într-o încăpere închisă dupa ce sursa sonoră nu mai emite unde.
- reziliență - proprietate a unui material solid de a absorbi o energie mare la deformarea elastică pe unitatea de volum.
- rezistența materialelor - ramură a mecanicii care se ocupă cu studiul comportării corpurilor deformabile, când se exercită asupra lor forțe din afară, și cu studiul dimensiunilor pe care acestea trebuie să le aibă ca să nu-și modifice forma.
- rezistență:

- forța de opunere a unui mediu la realizarea unei acțiuni;
- proprietate a unui corp de a suporta, fără modificări în masa lui, acțiunea altui corp sau a unei forțe străine.
- rezistență la înaintare - forță care acționează în sens opus direcției de mișcare a oricărui obiect care se mișcă în raport cu un fluid înconjurător.

- rezonator acustic - aparat care intră în oscilație numai sub influența undelor sonore de o anumită frecvență și care este folosit pentru analizarea sunetelor compuse.
- rezultantă - forță a cărei aplicare este echivalentă din punctul de vedere al efectului cu mai multe forțe date, care se aplică în același timp asupra aceluiași punct material.
- rupere - fenomen prin care materialele sau structurile'ț se scindează în urma acțiunii tensiunilor mecanice.

## S
- salt hidraulic - schimbare bruscă a nivelului unui lichid, similară cu o undă de șoc, observată în mod obișnuit în prezența unor obstacole, unde un flux neted de lichid se ridică brusc într-un front spumos; vezi și adâncimi conjugate.
- sarcină - mărime fizică (forță, moment etc.) care produce o stare de solicitare mecanică într-un corp solid deformabil sau într-un sistem fizic ori tehnic; după modul în care acționează, există:
  - sarcină concentrată - solicitare aplicată asupra unui domeniu foarte mic, asimilabil cu un punct;
  - sarcină distribuită - solicitare aplicată pe o anumită suprafață sau în lungul unei piese;
  - sarcină statică - sarcină aplicată brusc sau având o intensitate cu o variație rapidă în timp.
- scleronom - vezi legătură mecanică.
- sifon - tub în formă de U răsturnat folosit pentru a face ca un lichid să treacă de la un nivel la alt nivel, pe deasupra unui obstacol care împiedică scurgerea liberă a lichidului.
- simetrie - proprietate a unui sistem fizic de a-și păstra neschimbată (invariantă) starea la anumite transformări.
- sintonie - vezi acord.
- sinusoidal - vezi armonic.
- sistem de puncte materiale - model simplificat utilizat pentru studiul mișcărilor de rotație sau compuse ale corpurilor solide rigide.
- sistem fizic - porțiune specifică a Universului, care este obiectul studiului sau analizei și având caracteristicile: compoziție, interacțiuni, granițe, starea inițială și finală, proprietăți și mărimi fizice.
- statica fluidelor - vezi hidrostatică.
- stereosonicitate - vezi sonicitate.
- solicitare:

- proces fizic prin care se produc tensiuni și deformații în interiorul unui corp solid; vezi și tensiune;
- stabilirea unei tensiuni mecanice, a unui câmp electric sau a unei temperaturi într-un material sau într-un sistem tehnic care, dacă ar depăși o anumită valoare, ar provoca deteriorarea corpului.
- solid rigid - model fizic simplificat pentru mișcările de rotație ale unui  corp, în care corpul este considerat nedeformabil.
- sonicitate - ramură a fizicii care se ocupă cu transmiterea energiei prin unde elastice în medii lichide (hidrosonicitate) și solide (stereosonicitate).
- spațiu-timp - spațiu cvadridimensional ale cărui puncte sunt evenimente.
- spectru:

- ansamblu de valori fizice pe care le poate lua, în condiții determinate, o mărime dată;
- totalitatea liniilor de fluid în mișcare.
- stare de agregare (a corpurilor) - fiecare dintre cele trei stări de consistență și rezistență diferite (solidă, lichidă sau gazoasă) sub care se poate prezenta materia.
- stare staționară - o stare care nu se schimbă cu timpul; exemplu: o sferă care se rotește cu viteză constantă, deoarece arată identic în orice moment, chiar dacă nu este statică.
- stare tranzitorie - stare a unui sistem în care parametrii de stare s-au modificat, dar sistemul încă nu a ajuns într-o stare staționară.
- stereofonie - procedeu de reproducere a sunetelor (înregistrate) caracterizat printr-o reconstituire a repartiției spațiale a surselor sonore care dă ascultătorului senzația că se află chiar în apropierea sursei.
- sunet armonic - vibrație care însoțește vibrația fundamentală de același tip și care are o frecvență egală cu un multiplu întreg al frecvenței vibrației fundamentale.
- suprafluiditate - proprietate a heliului caracterizată prin viscozitate redusă la temperaturi foarte joase și la presiuni foarte mari.

## Ș
- șurub - dispozitiv din categoria mașinilor simple, care transformă mișcarea de rotație în mișcare liniară, și cuplul (forța de rotație) într-o forță liniară.

## T
- tautocron - fenomen care se produce, care este situat la intervale egale de timp.
- tautocronă, curbă ~ - curbă (cicloidă) situată în plan vertical, cu convexiunea în jos, pe care un punct material greu ajunge în punctul cel mai de jos în același interval de timp din orice poziție ar porni fără viteză inițială.
- tautocronism - proprietate a unui punct material, care se mișcă pe o curbă (numită tautocronă) în plan vertical, de a ajunge în același interval de timp în punctul de energie potențială minimă, indiferent de poziția sa inițială.
- tenacitate - proprietate a unui material solid de a absorbi o energie mare la deformarea plastică pe unitatea de volum, până la rupere.
- tensiune:

- forță interioară care acționează asupra unității de arie dintr-o secțiune a unui corp supus unor forțe exterioare;
- stare a unui corp care este întins sau comprimat, răsucit sau încovoiat; încordare; vezi și solicitare.
- tensiune normală - forța care acționează normal pe unitatea de suprafață a unui corp.
- tensiune reziduală - tensiunea care persistă într-un material solid după îndepărtarea cauzei inițiale care a generat-o.
- tensiune superficială - rezultanta forțelor tangențiale la suprafața unei pelicule de lichid, care se exercită pe unitatea de lungime a conturului de-a lungul căruia acționează forța rezultantă.
- tensiune tangențială -  forța care acționează tangent la unitatea de suprafață a unui corp.

- teoria elasticității - capitol al mecanicii care se ocupă cu determinarea stării de tensiune și de deformație a corpurilor elastice supuse acțiunii unor sarcini exterioare.
- teoria gravitației gauge - abordare teoretică în fizica particulelor și a gravitației, care extinde conceptele gauge, utilizate cu succes în teoriile de câmp pentru interacțiunile electromagnetice și nucleare, la gravitație.
- teoria relativității - teorie a relațiilor dintre spațiu, timp și mișcare a materiei, în care legile fundamentale ale fenomenelor fizice sunt enunțate într-o formă valabilă atât pentru viteze relative mici ale corpurilor, cât și pentru viteze relative foarte mari, apropiate de viteza luminii.

- teoria relativității generalizate - teorie geometrică a gravitației, care unifică teoria relativității restrânse cu legea gravitației universale a lui Newton și descrie gravitația ca o proprietate a geometriei spațiului și timpului (spațiu-timp); altă denumire: relativitate generală.
- teoria relativității restrânse - teoria fizică a măsurării în sistemele de referință inerțiale, care generalizează principiul relativității al lui Galilei, de la mecanică la toate legile fizicii, inclusiv electrodinamica; altă denumire: relativitatea restrânsă.

- teorii de rupere - teorii elaborate pentru a explica ruperea corpurilor solide deformabile supuse unor solicitări mecanice pe mai multe direcții.
- timp imaginar - timpul măsurat utilizând numere imaginare.
- tiraj - deplasare a unui gaz într-o conductă datorită diferenței de presiune dintre cele două extremități sau dintre două secțiuni ale ei.
- torsiune - mod de solicitare al unui obiect prin aplicarea unui moment orientat paralel cu axa obiectului.
- tracțiune - (în teoria elasticității) mod de lucru al unui corp supus acțiunii unei forțe care tinde a-l lungi.
- tribologie -  știință care se ocupă de studiul interacțiunilor, fenomenelor și proceselor care apar în contactul și mișcarea relativă a suprafețelor solide.
- tub - piesă de formă cilindrică, din metal, sticlă, cauciuc etc., goală în interior, cu diametre și lungimi diferite, întrebuințată de obicei pentru scurgeri, transporturi sau păstrare de lichide sau gaze.
- tub capilar - tub îngust în care se manifestă fenomenele de capilaritate.
- tub U oscilant - instrument pentru măsura densității lichidelor, care se bazează pe măsurarea forței Coriolis care apare la oscilația unui lichid.
- turație - numărul de rotații efectuate în unitatea de timp.

## U
- umiditate - raportul dintre masa de apă prezentă și masa substanței.
- undă - propagare din aproape în aproape a unei oscilații, cu viteză finită și printr-o variație spațială.

- undă de șoc - perturbație bruscă și puternică a mediului, care se propagă sub formă de valuri și poate produce efecte fizice și fiziologice semnificative; este asociată cu o explozie, impact violente sau alte evenimente care produc o schimbare bruscă și puternică în presiunea aerului.

- unghi de fază - vezi fază.

## V
- vacuumetru - manometru folosit la măsurarea presiunilor foarte joase.
- valoare - număr asociat unei mărimi fizice (după un anumit procedeu de măsurare), permițând compararea mărimii acesteia cu altele de aceeași natură.
- variabilă de stare - variabilă care descrie starea matematică a unui sistem dinamic.
- vector de poziție - vezi rază vectoare.
- vergea vibrantă - vezi bară vibrantă.
- vibrator - aparat care produce oscilații.
- vis viva - mărime fizică introdusă de Gottfried Leibniz, echivalentă în terminologia modernă cu dublul energiei cinetice.
- viteza unei particule - derivata în funcție de timp a deplasării unei unde într-un mediu de propagare.
- viteză - raportul dintre spațiul parcurs de un mobil și timpul folosit pentru parcurgerea acestui spațiu; raportul dintre variația unei mărimi și timpul în care se produce această variație: {\displaystyle \mathbf {\bar {v}} ={\frac {\Delta \mathbf {d} }{\Delta t}}.}

- viteză areolară - mărime fizică ce caracterizează la un moment dat aria descrisă de raza vectoare care definește poziția unui mobil față de un punct fix: {\displaystyle {\vec {\Omega }}={\frac {d{\vec {A}}}{dt}}={\dot {\vec {A}}}.}
- viteză a sunetului - parametru care descrie propagarea sunetului într-un mediu.
- viteză cosmică - viteza minimă pe care trebuie să o aibă un corp pentru ca acesta să părăsească câmpul gravitațional terestru și are valoarea: v ≈ 11,2 km/s (sinonim: viteză de eliberare).
- viteză critică - viteza maximă atinsă de un corp aflat în cădere liberă (sinonim: viteză limită de cădere).
- viteză de deformare - viteza cu care crește deformația la o solicitare mecanică.
- viteză de eliberare - vezi viteză cosmică.
- viteză de forfecare - viteza cu care crește deformația specifică unghiulară la o solicitare mecanică de forfecare.
- viteză limită de cădere - vezi viteză critică.
- viteză sonoră - viteza de propagare a valorii maxime a amplitudinii înfășurătorii unui grup de unde plane progresive de frecvență și amplitudine apropiate situate în vecinătatea unei frecvențe centrale.
- viteză superluminică - viteză (ipotetică, conform teoriei relativității restrânse) mai mare decât viteza de propagare a luminii în vid perfect.
- viteză unghiulară - mărime fizică vectorială reprezentând unghiul la centru măturat de raza vectoare în unitatea de timp: {\displaystyle \omega =\lim _{\Delta t\rightarrow 0}{\frac {\Delta \theta }{\Delta t}}={\frac {d\theta }{dt}}}.

- volum - măsură a spațiului ocupat de un corp.

## W
- watt - unitate de măsură în SI pentru putere; reprezintă puterea ce corespunde dezvoltării unei energii de un joule într-o secundă.
- watt-oră - unitate de măsură a energiei egală cu {\displaystyle 3600J.}

## Z
- zonă de tăcere - regiune în jurul unei surse de unde în care acestea nu sunt recepționate, deși pot fi puse în evidență la distanțe mai mari, lucru datorat refracțiilor succesive ale undelor în straturile superioare ale atmosferei a căror temperatură, densitate și deci indici de refracție, diferă.